# Florian Levesque
Pour les articles homonymes, voir Lévesque.
Florian Levesque (1959-2012), également connu sous les noms de scène de Monsieur Flo et Lévêk, était un journaliste, conteur et militant politique canadien.

## Biographie
Florian Levesque naît le 8 mars 1959 à McKendrick, dans le village de Val-d'Amours, au Nouveau-Brunswick. D'abord journaliste, il déménage ensuite en Ontario, où il est journaliste et relationniste. Il revient à Balmoral en 1993 pour travailler à la radio communautaire.
Outre sa carrière à la radio, Florian Levesque est consultants pour divers sujets liés à l'Acadie ou à la culture. Il écrit aussi des livres pour enfants avec comme personnage principal Monsieur Flo. Il crée ensuite le personnage Lévêke destiné à un public adulte et se produit en spectacle au Canada, en Belgique, aux États-Unis, en France et en Suisse.
Il est aussi engagé politiquement et dans le développement de sa communauté; il signe une chronique hebdomadaire dans le journal L'Étoile. Il lutte notamment contre la réforme de l'assurance-emploi et contre la construction de l'incinérateur de sols contaminés de l'entreprise Bennett Environnemental, deux sujets qui rallient une bonne partie de la population. Membre de la coopérative Environnement-Vie, il organise des projets comme une école de la forêt et des conférences.
Il meurt à Balmoral le 23 mars 2012, en faisant du jogging. Au moment de son décès, il préparait une coalition sur les thèmes du gaz de schiste et du pétrole.

### Ouvrages
- Florian Levesque, Balmoral : une communauté qui se prend en main, Balmoral, Municipalité de Balmoral, 1997, 200 p. (ISBN 0-9682398-0-3)
- Florian Levesque et Marc Landry, Vanessa ti-geddap ha-ha et le petit bonhomme de la grange, Balmoral, Acadie Presse, 1998, 12 p. (ISBN 978-0-9683202-0-4 et 0-9683202-0-1)